# Тинтин
Тинти́н (фр. Tintin, МФА: [tɛ̃tˈɛ̃]), также Тенте́н, Танта́н, — молодой и энергичный бельгийский репортёр с характерным чубом, главный герой серии комиксов «Приключения Тинтина», над которыми бельгийский художник Эрже работал с 1929 до начала 1980-х годов. Его неизменный спутник во всех приключениях — белый фокстерьер Милу (Снежок).

## Происхождение имени
По всей вероятности, имя героя связано с французским выражением Faire tintin — «ничего не имеющий простак».
Кроме того, во французском языке уменьшительно-ласкательные имена часто образуются удвоением одного из слогов имени. (Ср.: Cricri — от Christian, Doudou — от Édouard). Таким образом, Tintin может быть уменьшительной формой какого-либо имени, содержащего слог «tin», например Constantin, Martin, Augustin или Valentin. В пользу этой версии говорит и имя предшественника Тинтина, Тотора. В его имени легко угадывается Victor.
Однако сам Эрже неизменно отказывался прояснять внутреннюю форму этого имени. Майкл Фарр предположил, что Эрже назвал героя так, потому что «это звучало героически, ясно и весело», а также «легко запоминалось».

## Эволюция образа
Предшественником Тинтина был внешне похожий на него мальчик бойскаут Тотор. Эрже печатал комиксы о Тоторе в журнале для скаутов в 1926—1929 годах. Некоторые поклонники убеждены, что прообразом Тотора и Тинтина послужил младший брат Эрже — Поль Реми, профессиональный военный. Помимо него, в качестве прототипов Тинтина называется и множество других имён.
В частности, одним из прототипов послужил Палле Хулд.
Как и Тотор, Тинтин отличается смекалкой, выносливостью, хорошей физической формой и оптимизмом. Он постоянно ввязывается в разнообразные закулисные интриги, которые влекут его в экзотические, далёкие от Бельгии страны. Во всех альбомах, кроме последнего, Тинтин носит брюки-гольф и тренч.
В 2009 году Мэттью Пэррис — британский обозреватель, а в прошлом член британского парламента, отстаивавший права геев — объявил, что, проанализировав жизнь Тинтина, он пришёл к выводу, что этот популярный персонаж — гей.
Однако представитель бельгийской компании Studios Hergé на это решительно возразил, заявив, что Тинтин отнюдь не гей, а на самом деле весьма мужественный персонаж.
В двух последних альбомах, изданных при жизни Эрже, его герой кажется более циничным, чем прежде, и несколько уставшим от приключений. В обоих альбомах (без восторга принятых публикой) он оказывается впутан в вереницу событий вопреки своей воле. По словам художника, «уже не Тинтин манипулирует событиями, а события манипулируют им».

## Возраст героя
Как и другие персонажи «Приключений Тинтина», главный герой комикса от альбома к альбому — то есть на протяжении полувека — сохраняет неизменный облик (хотя окружающий мир заметно эволюционирует). Возраст его не вполне ясен; Тинтин молод, но превосходно водит автомобиль и даже управляет самолётом; с другой стороны, в альбоме «Тинтин в стране Советов» он облачается в накидку полицейского и буквально тонет в ней, что, казалось бы, выдает в нём подростка.

## Увековечение памяти
К 75-летию Тинтина Европейский центробанк в 2004 году выпустил серебряную монету достоинством в 10 евро с изображением Тинтина и Милу.
В 1958 году на крыше здания издательство «Ломбар», выпускавшего в 1946—1948 годах посвящённый Тинтину журнал, была укреплена пятиметровая вывеска с изображением Тинтина и Милу, хорошо заметная всем пассажирам, проезжающим через находящийся неподалёку железнодорожный вокзал «Брюссель Южный» (фр. Bruxelles Midi). В 2009 году вывеска подверглась реставрации.
К европейской премьере фильма Стивена Спилберга «Приключения Тинтина: Тайна «Единорога»» (октябрь 2011) было приурочено открытие в Брюсселе бронзового памятника Тинтину и Милу работы Ната Нёжана. Собственно, речь идёт о новой отливке статуи, которую уже открывали в 1975 году, но после ряда актов вандализма перенесли в закрытое помещение.
В брюссельском аэропорту прилетевших встречает памятник Тинтину и Милу.
Путём объединения образов Тинтина и Дядюшки Пеннибегса был создан Волт-Бой.
Шарль де Голль как-то пошутил: «Мой единственный конкурент на международной арене — Тинтин».